# Johann Jacob Reiske
Johann Jacob Reiske (1716-1774) est un philologue et orientaliste du XVIIIe siècle. Il est un pionnier de la philologie byzantine et arabe et de la numismatique musulmane.

## Biographie
Né à Zoerbig en Saxe, il étudie à Université de Leipzig, et vient à Leyde pour y apprendre l'arabe. Il y vit dans la gêne, corrigeant des épreuves, puis se met à étudier la médecine et est reçu docteur en 1746.
Il devient professeur de philosophie à Leipzig en 1747, d'arabe en 1748, et recteur du collège de Saint-Nicolas en 1758.

## Œuvre
Il a beaucoup écrit sur la littérature et l'histoire orientales. Il a publié :
- Abulfeda annales moslemici, 1754 ;
- une Histoire des Arabes, 1789 (posthume).

Il est surtout connu par de remarquables éditions d'ouvrages latins et grecs. Il a édité :
- les Cérémonies de la cour de Byzance, de Constantin Porphyrogénète, Leipzig 1751-1752
- une anthologie : Anthologiae graecae a Constantino Cephala conditae libri tres, 1754 ;
- Plutarque (grec-latin), 1774-1782,
- les Orateurs grecs, 1770-1775,
- Denys d'Halicarnasse (grec-latin), 1774-1777,
- Maxime de Tyr, 1775,

Sa femme, née Ernestine Christine Muller, sait le latin et le grec, et l'aide dans ses travaux : elle achève après sa mort plusieurs ouvrages qu'il n'a pu terminer, entre autres les éditions de Dion Chrysostome (Leipzig, 1784) et de Libanius (1787) et continue des Mémoires qu'il a écrits sur sa propre vie.